# Ryan Longman
Ryan Longman, né le 6 novembre 2000 à Redhill, est un footballeur anglais qui évolue au poste de milieu de terrain au Millwall FC en prêt de Hull City.

## Biographie
Ryan Woods commence sa carrière professionnelle à Brighton & Hove Albion. Le 25 septembre 2019, il fait ses débuts pour le club lors d'un match de la Coupe de la Ligue contre Aston Villa
Le 26 août 2020, il rejoint AFC Wimbledon en prêt.
Le 7 juillet 2021, il  est prêté à Hull City. Le 22 janvier 2022,  il les rejoint.
Le 1er septembre 2023, il est prêté à Millwall.